# Alkestis

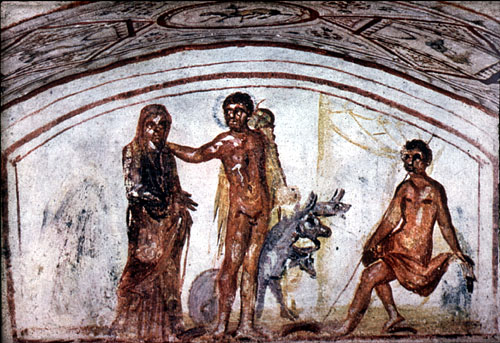
Alkestis neben Herakles und Kerberos, Wandbild in einem christlichen Grab an der Via Latina, 4. Jahrhundert

Alkestis (altgriechisch Ἄλκηστις Álkēstis; auch Alkeste) ist in der griechischen Mythologie die Tochter des iolkischen Königs Pelias, Sohn des Poseidon, und seiner Gattin Anaxibia. Alkestis verheiratete sich mit Admetos, dem König von Pherai. Ihre Geschichte erzählt von grenzenloser, aufopfernder Gattenliebe.

## Sage
Alkestis war die schönste der Töchter des Königs Pelias, weshalb viele Herrscher um sie freiten. Ihr Vater aber ließ verkünden, dass nur der seine Tochter zur Frau bekomme, dem es gelinge, einen Eber und einen Löwen vor den Hochzeitswagen zu spannen.
Das glückte Admetos mit Hilfe des Apollon. Dieser war einst von Zeus dazu gezwungen worden, Admetos’ Schafe und Rinder zu hüten, weil er aus Rache für den Mord des Zeus an seinem Sohn Asklepios die Kyklopen getötet hatte. Da Admetos ihn als Fremden freundlich aufgenommen hatte, half er schließlich bei der für einen Menschen undurchführbaren Aufgabe. So gewann Admetos Alkestis. Er versäumte es aber, der Artemis vor der Vermählung ein Opfer darzubringen. Beleidigt sandte die Göttin daraufhin Schlangen in das Hochzeitsgemach des Paares – zum Zeichen, dass Admetos bald sterben müsse. Doch Apollon konnte den Moiren, den Schicksalgöttinnen, das Versprechen abringen, dass Admetos leben werde, wenn jemand an seiner Stelle in den Tod gehe. Da sonst niemand hierzu bereit war, opferte sich Alkestis für ihn.
Als kurz darauf Herakles bei Admetos zu Besuch weilte, bot er sich an, Alkestis als Dank für die bei ihm erfahrene Gastfreundschaft zu retten: Der Held versteckte sich neben dem Grab der frisch Verstorbenen, und als Thanatos erschien, um Alkestis abzuholen, bezwang er den Gott des Todes im Ringkampf und brachte sie heil zu ihrem Gatten zurück.
Eine andere Version der Errettung Alkestis’ erzählt, dass Persephone, die Gattin des Hades, von der Opferbereitschaft der liebenden Alkestis so angetan war, dass sie der jungen Frau gestattete, zu ihrem Gatten zurückzukehren.
Alkestis hatte einen Sohn Eumelos, der am Trojanischen Krieg teilnahm, und eine Tochter Perimele.

## Künstlerische Bearbeitungen

### Dramen
- Phrynichos (6./5. Jh. v. Chr.): Alkestis (Tragödie)
- Euripides (480–406 v. Chr.): Alkestis, 438 v. Chr. (Tragödie)
- Vittorio Alfieri (1749–1803): Alceste seconda, 1798
- Mathilde Wesendonck (1828–1902): Alkestis, 1881
- Hugo von Hofmannsthal (1874–1929): Alkestis, 1911
- Thornton Wilder (1897–1975): Die Alkestiade, 1955
- Franz Fühmann (1922–1984): Alkestis (Libretto), 1989
- Ted Hughes (1930–1998): Alcestis

### Gedichte
- Alcestis Barcinonensis
- Rainer Maria Rilke (1875–1926): Alkestis, 1907

### Gemälde
- Angelika Kauffmann (1741–1807): Tod der Alkestis, 1790 (vorarlberg museum, Bregenz)
- Friedrich Heinrich Füger (1751–1818): Alkestis opfert sich für Admet
- Frederic Leighton (1830–1896): Herakles ringt mit dem Tod um den Körper der Alkestis

### Opern
- Jean-Baptiste Lully (1632–1687) Alceste (1674)
- Georg Caspar Schürmann (1672/73–1751): Die getreue Alceste (1719)
- Georg Friedrich Händel (1685–1759): Admeto (1727)
- Hermann Friedrich Raupach (1728–1778): Alceste (Альцеста, 1758)
- Christoph Willibald Gluck (1714–1787): Alceste (1767)
- Anton Schweitzer (1735–1787): Alceste (1773)
- Vladimir Genin (* 1958): Alkestis (2015)

## Namensgebungen
In Wissenschaft und Kultur fand der Name Alkestis bzw. Alkeste folgenden Widerhall:
- Ein Asteroid trägt diesen Namen: (124) Alkeste.
- Die französische Black-Metal-Band Alcest hat sich nach Alkestis benannt.